# Tour of Hainan 2017
Die 14. Tour of Hainan 2017 war ein chinesisches Straßenradrennen. Das Etappenrennen fand vom 27. Oktober bis zum 5. November 2017 statt. Zudem gehörte das Radrennen zur UCI Asia Tour 2018 und war dort in der Kategorie 2.HC eingestuft.
Gesamtsieger wurde der Italiener Jacopo Mosca von Wilier Triestina. Er gewann die siebte Etappe, nachdem er sich an der letzten Bergwertung 12 Kilometer vor dem Ziel absetzen von seinen Verfolgern konnte.
Nach dieser Rundfahrt wurden der chinesische Fahrer Wang Xin und sein Team Keyi Look für zwei Jahre vom chinesischen Radsportverband gesperrt. Der Fahrer war der Meinung, vom Begleitfahrzeug des Schweizer Nationalteams touchiert worden zu sein. Als sich der Schweizer Trainer Danilo Hondo und der Mechaniker der Mannschaft nach der Etappe entschuldigen wollten, wurden die beiden Männer von Wang und anderen Teammitgliedern angegriffen und verletzt.

## Teilnehmende Mannschaften
| Professional Continental Teams (4)- Bardiani CSF - Delko Marseille Provence KTM - Novo Nordisk - Wilier Triestina-Selle Italia Continental Teams (15)- H&R Block - RTS-Monton Racing - IsoWhey Sports-Swiss Wellness - Kolss - Hainan Jilun - Attaque Team Gusto - Monkey Town Continental - Beijing XDS-Innova Cycling Team - Hengxiang Cycling Team - Team Ukyo - Mitchelton Scott - Giant - Keyi Look - Jelly Belly-Maxxis - Vorarlberg Nationalmannschaft- Schweiz |
| |

## Etappen
| Etappe    | Datum    | Etappenorte          | type                 | Länge (km) | Etappensieger  | Gesamtführender |
| --------- | -------- | -------------------- | -------------------- | ---------- | -------------- | --------------- |
| 1. Etappe | 28. Okt. | Xinglong – Xinglong  | Hügelige Etappe      | 88,3       | Jon Aberasturi | Jon Aberasturi  |
| 2. Etappe | 29. Okt. | Xinglong – Haikou    | Hügelige Etappe      | 230,2      | Jakub Mareczko | Jakub Mareczko  |
| 3. Etappe | 30. Okt. | Haikou – Chengmai    | Hügelige Etappe      | 155,6      | Jakub Mareczko | Jakub Mareczko  |
| 4. Etappe | 31. Okt. | Chengmai – Danzhou   | Hügelige Etappe      | 192,3      | Jakub Mareczko | Jakub Mareczko  |
| 5. Etappe | 1. Nov.  | Danzhou – Changjiang | Hügelige Etappe      | 167,5      | Jakub Mareczko | Jakub Mareczko  |
| 6. Etappe | 2. Nov.  | Changjiang – Sanya   | Hügelige Etappe      | 219,6      | Jakub Mareczko | Jakub Mareczko  |
| 7. Etappe | 3. Nov.  | Sanya – Wuzhishan    | Hochgebirgsetappe    | 166,5      | Jacopo Mosca   | Jacopo Mosca    |
| 8. Etappe | 4. Nov.  | Wuzhishan – Lingshui | Mittelschwere Etappe | 197,4      | Marco Zanotti  | Jacopo Mosca    |
| 9. Etappe | 5. Nov.  | Lingshui – Xinglong  | Hügelige Etappe      | 153,8      | Joseph Cooper  | Jacopo Mosca    |

## Gesamtwertung
| \| Gesamtwertung \| Gesamtwertung \| Gesamtwertung \| Gesamtwertung \| Gesamtwertung \| \| Fahrer \| Fahrer \| Land \| Team \| Zeit \| \| ------------- \| ------------------ \| ------------- \| ----------------------------- \| ---------------- \| \| 1. \| Jacopo Mosca \| Italien \| Wilier Triestina-Selle Italia \| 36 h 41 min 27 s \| \| 2. \| Benjamín Prades \| Spanien \| Team Ukyo \| + 3 s \| \| 3. \| Emīls Liepiņš \| Lettland \| Delko-Marseille Provence-KTM \| + 5 s \| \| 4. \| Marco Zanotti \| Italien \| Monkey Town Continental \| + 6 s \| \| 5. \| Mychajlo Kononenko \| Ukraine \| Kolss \| + 6 s \| \| 6. \| Marc de Maar \| Niederlande \| Hengxiang Cycling Team \| + 8 s \| \| 7. \| Liu Jianpeng \| China \| Hengxiang Cycling Team \| + 15 s \| \| 8. \| Patrick Schelling \| Schweiz \| Team Vorarlberg \| + 20 s \| \| 9. \| Óscar Pujol \| Spanien \| Team Ukyo \| + 20 s \| \| 10. \| Robbie Hucker \| Australien \| IsoWhey Sports-Swiss Wellness \| + 21 s \| |                    |             |                               |                  |
| |                    |             |                               |                  |
| Quelle: ProCyclingStats |                    |             |                               |                  |
| Gesamtwertung |                    |             |                               |                  |
| Fahrer | Fahrer             | Land        | Team                          | Zeit             |
| 1. | Jacopo Mosca       | Italien     | Wilier Triestina-Selle Italia | 36 h 41 min 27 s |
| 2. | Benjamín Prades    | Spanien     | Team Ukyo                     | + 3 s            |
| 3. | Emīls Liepiņš      | Lettland    | Delko-Marseille Provence-KTM  | + 5 s            |
| 4. | Marco Zanotti      | Italien     | Monkey Town Continental       | + 6 s            |
| 5. | Mychajlo Kononenko | Ukraine     | Kolss                         | + 6 s            |
| 6. | Marc de Maar       | Niederlande | Hengxiang Cycling Team        | + 8 s            |
| 7. | Liu Jianpeng       | China       | Hengxiang Cycling Team        | + 15 s           |
| 8. | Patrick Schelling  | Schweiz     | Team Vorarlberg               | + 20 s           |
| 9. | Óscar Pujol        | Spanien     | Team Ukyo                     | + 20 s           |
| 10. | Robbie Hucker      | Australien  | IsoWhey Sports-Swiss Wellness | + 21 s           |

## Wertungstrikots
| Etappe         | Etappensieger  | Gesamtwertung  | Punktewertung  | Bergwertung | Bester Asiate | Teamwertung                  |
| -------------- | -------------- | -------------- | -------------- | ----------- | ------------- | ---------------------------- |
| 1              | Jon Aberasturi | Jon Aberasturi | Jon Aberasturi | Witalij Buz | Zhiwen Chen   | Delko Marseille Provence KTM |
| 2              | Jakub Mareczko | Jakub Mareczko | Jakub Mareczko | Witalij Buz | Ma Guangtong  | Delko Marseille Provence KTM |
| 3              | Jakub Mareczko | Jakub Mareczko | Jakub Mareczko | Witalij Buz | Liu Jianpeng  | Delko Marseille Provence KTM |
| 4              | Jakub Mareczko | Jakub Mareczko | Jakub Mareczko | Witalij Buz | Liu Jianpeng  | Delko Marseille Provence KTM |
| 5              | Jakub Mareczko | Jakub Mareczko | Jakub Mareczko | Witalij Buz | Liu Jianpeng  | Bardiani CSF                 |
| 6              | Jakub Mareczko | Jakub Mareczko | Jakub Mareczko | Witalij Buz | Liu Jianpeng  | Bardiani CSF                 |
| 7              | Jacopo Mosca   | Jacopo Mosca   | Jakub Mareczko | Sam Crome   | Liu Jianpeng  | Delko Marseille Provence KTM |
| 8              | Marco Zanotti  | Jacopo Mosca   | Jakub Mareczko | Sam Crome   | Liu Jianpeng  | Delko Marseille Provence KTM |
| 9              | Joseph Cooper  | Jacopo Mosca   | Jakub Mareczko | Sam Crome   | Liu Jianpeng  | Delko Marseille Provence KTM |
| Wertungssieger | Wertungssieger | Jacopo Mosca   | Jakub Mareczko | Sam Crome   | Liu Jianpeng  | Delko Marseille              |